# R. B. Kitaj
Ronald Brooks Kitaj RA (* 29. Oktober 1932 in Chagrin Falls bei Cleveland, Ohio; † 21. Oktober 2007 in Los Angeles, Kalifornien) war ein US-amerikanischer Maler, Grafiker und Zeichner, der sich Ende der 1950er Jahre in England niederließ. Kitaj zählte zu den wichtigsten Vertretern der britischen Pop-Art. Er begann mit verrätselten Allegorien und wandte sich in seinem späteren Werk einer verständlicheren figürlichen Darstellungsweise zu, die als „School of London“ bekannt wurde.

## Leben

### Frühe Jahre
R. B. Kitaj wurde als Ronald Brooks-Benway geboren, einziger Sohn des Ungarn Sigmund Benway und der russisch-jüdischen Emigrantentochter Jeanne Brooks. Der Vater verließ die Familie bereits kurz nach der Geburt des Kindes und die Ehe wurde 1934 geschieden. Die Mutter heiratete 1941 den aus Österreich eingewanderten Chemiker Dr. Walter Kitaj, dessen Nachnamen Ronald erhielt.
Mit 17 Jahren heuerte Kitaj als Matrose auf einem norwegischen Frachter an. Von 1949 bis 1954 fuhr er wiederholt als Handelsmatrose zur See, er erhielt 1951 das Seemannspatent.
1950 begann er seine Ausbildung zum Künstler am Cooper Union Institute in New York, 1951/52 nahm er das Studium an der Akademie der Bildenden Künste in Wien unter Albert Paris Gütersloh und Fritz Wotruba auf. Dort lernte er Elsie Roessler kennen, die er 1953 heiratete. Zurück in Amerika studierte Kitaj kurzzeitig an der Cooper Union, kehrte jedoch noch im selben Jahr mit seiner Frau nach Wien zurück und setzte sein Studium an der Akademie fort. Im Anschluss folgten einige Reisen durch Europa. 1954 verbrachte das junge Paar den Winter in der katalanischen Hafenstadt Sant Feliu de Guíxols. 1955 wurde Kitaj zur US Army eingezogen und war in Darmstadt und Fontainebleau stationiert.

### Karriere als Künstler
Ein G.I. Bill Stipendium ermöglichte es Kitaj, 1957 nach Großbritannien zu gehen, zuerst an die Ruskin School of Drawing and Fine Art in Oxford, 1959 an das Royal College of Art in London. 1959 wurde sein erstes Kind, Lem (der spätere Drehbuchautor Lem Dobbs) geboren. Es entstanden enge Freundschaften mit seinen Kommilitonen Derek Boshier, Patrick Caulfield, Peter Phillips und vor allem mit Allen Jones und David Hockney. Er lernte auch den Philosophen Richard Wollheim kennen. Kitaj nahm 1960 und 1961 an der Young Contemporaries Exhibition in den RBA (Royal Society of British Artists) Galleries teil. Von 1961 bis 1967 unterrichtete Kitaj als Zeichenlehrer in London, an der Ealing School of Art und der Camberwell School of Art sowie als Tutor an der Slade School of Fine Art.
Inspiriert von Robert Rauschenberg, dem damaligen Star der amerikanischen Kunstszene, befasste sich Kitaj in den frühen 1960ern verstärkt mit den Ausdrucksmöglichkeiten der Pop Art, blieb aber seinem eigenen grafisch-zeichnerischen Stil treu. 1962 arbeitete er mit Eduardo Paolozzi zusammen, dem schottischen Pionier des britischen Pop, und entwickelte erste Collagen. R. B. Kitaj hatte 1963 seine erste Einzelausstellung, in der Marlborough New London Gallery. Im Folgejahr adoptierten Kitaj und seine Frau ein zweites Kind, die Tochter Dominie.
1964 nahm Kitaj erstmals an der Dokumenta (documenta III) in Kassel und an der Biennale in Venedig teil. Anlässlich seiner ersten amerikanischen Ausstellung in der Marlborough-Gerson Gallery in New York kehrte der Künstler 1965 nach neun Jahren Exil in die USA zurück. Kitaj hatte erste Einzelausstellungen in Museen, 1965 am Los Angeles County Museum of Art und 1967 im Stedelijk Museum in Amsterdam. 1967 übernahm er eine Gastprofessur an der University of California in Berkeley.
1968 kehrte Kitaj nach England zurück, wo seine Freundschaft mit Jim Dine entstand. Im selben Jahr nahm Ronald B. Kitaj an der 4. documenta in Kassel teil. 1969 verübte seine Frau Elsie Suizid.
1969/70 wurde Kitajs umfangreiches grafisches Werk in ganz Deutschland gezeigt, in Berlin, Stuttgart, München, Düsseldorf, Lübeck und Bonn und in Hannover. 1969 arbeitete er mit Roy Lichtenstein an einem Projekt für die Ausstellung Art and Technology im Los Angeles County Museum of Art.
Er lebte kurzfristig in Hollywood, wo er sich mit den bedeutenden kalifornischen Malern Richard Diebenkorn und Lee Friedlander anfreundete. Dort lernte er auch die Malerin Sandra Fisher kennen, die bald darauf in London Kitajs Lebensgefährtin wurde. Die beiden heirateten 1983.
Ab Mitte der 1970er pendelte Kitaj zwischen England und den USA: 1976 wurden Kitajs Arbeiten in der Wanderausstellung Pop Art in England gezeigt, die in Hamburg, München und New York stattfand; in der Londoner Hayward Gallery organisierte er währenddessen eine große Ausstellung von 48 Londoner Künstlerkollegen und Freunden, die er The Human Clay nach einer Gedichtzeile von W. H. Auden nannte. Im Vorwort des Ausstellungskatalogs verwandte Kitaj erstmals den Begriff „School of London“ für diese figürlichen Arbeiten, die in provokantem Gegensatz zur bis dato vorherrschenden modisch-abstrakten Bildsprache der westlichen Kunstwelt standen. Die umstrittene und heftig diskutierte Ausstellung markierte einen Höhepunkt in Kitajs Schaffen.
In den ausgehenden 1970er Jahren hielt sich der Künstler vorwiegend in den USA auf. 1978 wurde er Artist in Residence am Dartmouth College in New Hampshire, im Anschluss zog er mit seiner Familie ins New Yorker Greenwich Village. Er malte jetzt vornehmlich nach Modell und die Pastellmalerei dominierte. Kitaj wurde nach der großen Retrospektive dieser Arbeiten bescheinigt, dass er sich seinem Vorbild Degas in dieser Technik annäherte.
1982 wurde Kitaj in die American Academy of Arts and Letters aufgenommen und auch mit der Ehrendoktorwürde der University of London ausgezeichnet. Im selben Jahr starb Kitajs Stiefvater Walter. Die Familie zog kurzfristig nach Paris. 1984 wurde Kitajs zweiter Sohn Max geboren. Als dritter Amerikaner nach Benjamin West und John Singer Sargent wurde Kitaj in die britische Royal Academy of Arts aufgenommen (1991).

### Spätere Jahre und Tod
Ende der 1980er Jahre befasste sich Kitaj künstlerisch vor allem mit seiner eigenen Identität. Er war in eine solche Krise geraten, dass er sein eigenes Werk radikal in Frage stellte. Er bezeichnete sich selbst ob seiner mütterlicherseits jüdischen Herkunft als „Ewiger Jude“ und befasste sich mit der Thematik des Holocaust, wobei er sein eigenes Leben auf die Vertreibung des jüdischen Volks reflektierte und außerdem kontinuierlich die Thematik der sozialen Migration und die Problematik des „Nicht-Sesshaften“ aufgriff. Überdies kam ihm durch seine europäisch-amerikanische Ambivalenz eine gewisse Außenseiterposition als Künstler zu.
1990 erlitt Kitaj einen leichten Herzinfarkt. Die große Retrospektive seiner Malerei in der Tate Gallery 1994 erhielt vernichtende und, wie Kitaj fand, ignorante Kritiken. Zu einer Katastrophe wurde die Ablehnung für Kitaj durch zwei Todesfälle. Sandra Fischer starb überraschend an einem Hirn-Aneurysma, kurz darauf starb seine Mutter. Ein verbitterter Kitaj machte die Kritiker für den Tod seiner Frau verantwortlich.
1997 verließ Kitaj London und zog mit seinem Sohn Max nach Los Angeles, um seinem ersten Sohn nahe zu sein. In den folgenden Jahren thematisierte er in seinen Bildern vorwiegend den Tod, er malte Engel und stilisierte seine Frau Sandra und sich selbst zu Lichtgestalten. Kitaj wählte am 21. Oktober 2007 den Freitod.

## Werk
R. B. Kitaj hatte einen wesentlichen Anteil am Wiederaufleben einer realistischen, figurativen Malerei (Neue Figuration) in England, die durch die großen Namen Francis Bacon oder Lucian Freud bekannt wurde. Durch sein europäisches Exil blieb er in der amerikanischen Kunstwelt lange Zeit unbekannt, aber er beeinflusste die britische Pop-Art der 1960er Jahre und später auch einzelne konzeptuelle Künstler. Zusammen mit Freunden wie Frank Auerbach oder Leon Kossoff stellte er sich in den 1970ern der immer noch vorherrschenden Abstraktion entgegen. Stilistische Formalerschließung als Prinzip wies er radikal zurück. Auch sein verrätseltes, allegorisches Frühwerk ließ er nicht mehr gelten und sah dann dadaistische/duchampistische Kunst nur noch als Ausdruck von Unvermögen und Denkfaulheit. Kitaj ging immer einen ganz eigenen Weg hin zu einer kritischen, engagierten und selbstanalytischen Kunst. Politischer Radikalismus kam in seiner Malerei und in den Serigraphien der 1960er Jahre zum Ausdruck.

## Ausstellungen
Einzelausstellungen
- 1963: Marlborough New London Gallery, London
- 1965: Marlborough-Gerson Gallery, New York
- 1965: Los Angeles County Museum of Art, Los Angeles
- 1967: Stedelijk Museum, Amsterdam
- 1967: Cleveland Museum of Art, Cleveland
- 1969: Galerie Mikro, Berlin
- 1969: Württembergischer Kunstverein, Stuttgart
- 1969: Galerie van de Loo. München
- 1970: Kestnergesellschaft, Hannover
- 1970: Overbeck-Gesellschaft, Lübeck
- 1970: Galerie Niepel, Düsseldorf
- 1970: Städtische Kunstsammlungen, Bonn
- 1995: Tate Gallery, London
- 1995: Metropolitan Museum of Art, New York
- 2007: Pallant House Gallery, Chichester, West Sussex
- 2012: Jüdisches Museum Berlin, Berlin[4] Katalog
- 2013: Hamburger Kunsthalle[5]

Gruppenausstellungen
- 1960-'61: Young Contemporaries, RBA Galleries, London. Er gewinnt 1960 den Arts Council Prize der YC.
- 1961-'63: John Moore′s Exhibition, Liverpool. Kitaj gewinnt in beiden Jahren Preise.
- 1962: Kompass II, Stedelijk van Abbe Museum, Eindhoven
- 1962–'63: Premio Marzotto, European Community Traveling Exhibition
- 1964: documenta III, Kassel
- 1964: Biennale Venedig
- 1964: Britische Malerei der Gegenwart, Düsseldorf
- 1965: The English Eye, Marlborough-Gerson Gallery, New York
- 1967: University of California, Berkeley
- 1967: John Moore’s Exhibition, Liverpool. Kitaj sitzt 1969 in der Jury.
- 1967: Pittsburgh International, Carnegie Institute
- 1967: Peter Stuyvesant Foundation Collection Exhibition, Tate Gallery, London
- 1967: Gemeentemuseum Den Haag
- 1967: Kompass III, Stedelijk van Abbe Museum, Eindhoven
- 1968: The Obsessive Image, ICA, London
- 1968: Prints from London, Walker Art Center, Minneapolis
- 1968: Junge Generation Großbritannien, Akademie der Künste, Berlin
- 1968: 4. documenta, Kassel
- 1969: Kunsthalle, Basel
- 1973: mit Jim Dine, Cincinnati Art Museum, Cincinnati
- 1976: Hayward Gallery, London
- 1977: documenta 6, Kassel
- 1995: Biennale Venedig

## Ehrungen
- 1984 Wahl zum Mitglied (NA) der National Academy of Design, New York[6]
- 1991 Aufnahme in die Royal Academy of Arts, London
- 1995 Auszeichnung mit dem „Goldenen Löwen“ der Biennale in Venedig
- 1998 Mitglied der American Academy of Arts and Sciences

### Sekundärliteratur
- Andrew Lambirth: Kitaj, Philip Wilson Publishers Ltd, 2004, ISBN 978-0-85667-571-3
- John Lynch, James Aulich: Critical Kitaj (Issues in Art History Series), Rutgers University Press, 2000, ISBN 978-0-8135-2900-4
- Richard Morphet: R.B. Kitaj: a Retrospective, Tate Publishing, 1994, ISBN 978-1-85437-197-3
- 4. documenta, Internationale Ausstellung 27. Juni bis 6. Oktober 1968 Kassel, Kassel 1968 (Druck + Verlag GmbH); Katalog 2
- Robert Darmstädter: Reclams Künstlerlexikon, Stuttgart 1979 (Philipp Reclam jun.); ISBN 3-15-010281-2 (kart.)